# Streptaxidae
Streptaxidae is een familie van weekdieren uit de klasse van de Gastropoda (slakken).

## Taxonomie

### Geslachten
- Acanthennea Martens, 1898
- Aenigmigulella Pilsbry & Cockerell, 1933
- Afristreptaxis Thiele, 1932
- Artemonopsis Germain, 1908
- Augustula Thiele, 1931
- Austromarconia van Bruggen & de Winter, 2003
- Avakubia Pilsbry, 1919
- Campolaemus Pilsbry, 1892
- Careoradula Gerlach & van Bruggen, 1999
- Carinartemis Siriboon & Panha, 2014
- Conogulella Pilsbry, 1919
- Conturbatia Gerlach, 2001
- Costigulella Pilsbry, 1919
- Dadagulella Rowson & Tattersfield, 2013
- Digulella F. Haas, 1934
- Discartemon L. Pfeiffer, 1856
- Edentulina L. Pfeiffer, 1856
- Elma Adams, 1866
- Ennea H. Adams & A. Adams, 1855
- Fischerpietteus Emberton, 2003
- † Gibbus Montfort, 1810
- Gibbulinella Wenz, 1920
- Glabrennea
- Glyptoconus Möllendorff, 1894
- Gonaxis J. W. Taylor, 1877
- † Gonidomus Swainson, 1840
- † Goniodomulus Harzhauser & Neubauer in Harzhauser et al., 2016
- Gonospira Swainson, 1840
- Gulella L. Pfeiffer, 1856
- Haploptychius Möllendorff, 1906
- Hypselartemon Wenz, 1947
- Imperturbatia Martens, 1898
- Indoartemon Forcart, 1946
- Juventigulella Tattersfield, 1998
- Lamelliger Ancey, 1884
- Makrokonche Emberton, 1994
- Marconia Bourguignat, 1889
- Martinella Jousseaume, 1887
- Micrartemon Möllendorff, 1890
- Microstrophia Möllendorff, 1887
- Mirellia Thiele, 1933
- Mirigulella Pilsbry & Cockerell, 1933
- Nagyelma Páll-Gergely & Hunyadi, 2021
- Odontartemon L. Pfeiffer, 1856
- Oophana Ancey, 1884
- Orthogibbus Germain, 1919
- Pallgergelyia Thach, 2017
- Parvedentulina Emberton & Pearce, 2000
- Paucidentella Thiele, 1933
- Perrottetia Kobelt, 1905
- † Pfefferiola Harzhauser & Neubauer, 2021
- Plicadomus Swainson, 1840
- Primigulella Pilsbry, 1919
- Priodiscus Martens, 1898
- † Protostreptaxis W. Yü & X.-Q. Zhang, 1982
- Pseudavakubia de Winter & Vastenhout, 2013
- Pseudelma Kobelt, 1904
- Pseudogonaxis Thiele, 1932
- Ptychotrema L. Pfeiffer, 1853
- Pupigulella Pilsbry, 1919
- Rectartemon Baker, 1925
- Rhabdogulella F. Haas, 1934
- Sairostoma Haas, 1938
- Seychellaxis Schileyko, 2000
- Silhouettia Gerlach & van Bruggen, 1999
- Silvigulella Pilsbry, 1919
- Sphincterocochlion Verdcourt, 1985
- Sphinctostrema Girard, 1894
- Stemmatopsis Mabille, 1887
- Stenomarconia Germain, 1934
- Stereostele Pilsbry, 1919
- Streptartemon Kobelt, 1905
- Streptaxis Gray, 1837
- Streptostele Dohrn, 1866
- Tayloria Bourguignat, 1889
- Thachia F. Huber, 2018
- Tomostele Ancey, 1885

### Onderfamilies
- Streptaxinae Gray, 1860
- Enneinae Bourguignat, 1883
- Marconiinae Schileyko, 2000
- Odontartemoninae Schileyko, 2000
- Orthogibbinae  Schileyko, 2000